# Éditions Classiques Garnier
Les Éditions Classiques Garnier sont une maison d'édition française. Elles sont un des héritiers de la maison Garnier Frères fondée en 1833. Elles publient des œuvres de référence en littérature et en sciences humaines.

## Histoire

### Collection originelle
Les Éditions Garnier Frères fondées en 1833 par Auguste et Hippolyte Garnier, à Paris, lancent en 1893 une collection à couverture jaune, reprenant des textes de référence littéraires antiques et modernes, principalement français. À partir de 1896, la collection s'étend aux œuvres littéraires du monde entier, de l'Antiquité à nos jours.
Ces ouvrages connaissent un grand succès tout au long du XXe siècle du fait de leur prix bon marché, et d'un appareil critique les accompagnant, offrant aux publics lycéens et étudiants, des outils fiables, abordables et pratiques.

### Une maison indépendante
En 1983, les Classiques Garnier sont absorbés par les Presses de la Cité.
En 1998, les Classiques Garnier, une marque des éditions Garnier, font partie du groupe indépendant Rue des Écoles. 
En 2001, les Classiques Garnier deviennent une maison d'édition à part entière, dirigée par Claude Blum (d).

### Librairie

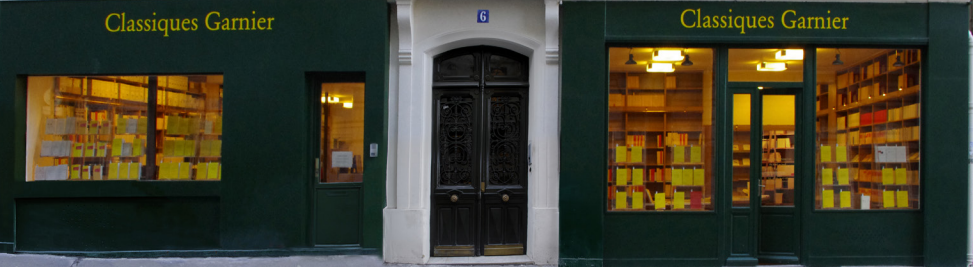
Vitrine de la librairie.

La librairie des éditions Classiques Garnier est située au 6, rue de la Sorbonne à Paris.